# Фрилинг, Фриз
Изадор "Фриз" Фри́линг (англ. Isadore «Friz» Freleng; 21 августа 1906, Канзас-Сити, Миссури — 26 мая 1995, Лос-Анджелес, Калифорния) — американский аниматор, художник-мультипликатор, режиссёр и продюсер более чем 300 мультфильмов, известный в первую очередь своей работой над сериями короткометражных мультфильмов Looney Tunes и Merrie Melodies производства студии Warner Brothers.

## Творческая карьера
Фрилинг присоединился к студии Warner Brothers в качестве ведущего аниматора в 1930 году, до этого успев поработать на студии Уолта Диснея и в United Film Ad Service, где начал свою карьеру. Уже в 1933 году он стал главным режиссёром подразделения студии Warner Bros. Cartoons и разработал технику синхронизации движения мультипликационных персонажей с музыкой для серий мультфильмов Looney Tunes и Merrie Melodies.
Для этих серий мультфильмов, которые изначально были разработаны для музыкального портфолио студии, он создал или переработал целый ряд персонажей, многие из которых стали впоследствии главными героями этих мультфильмов: Багз Банни, Порки Пиг, Йоземит Сэм, Кот Сильвестр, Твити, Спиди Гонсалес. Он выиграл четыре премии «Оскар» за лучший анимационный короткометражный фильм, работая в Warner Brothers, и в течение периода работы в ней создал больше мультфильмов, чем любой другой её режиссёр, — 266.
В 1963 году, когда компания закрыла подразделение по созданию мультфильмов, он совместно со своим партнёром Де Пати основал студию DePatie-Freleng Enterprises, в которой был продюсером и режиссёром телевизионных и театральных мультфильмов и короткометражных фильмов. Он создал образ Розовой пантеры для анимированных титров к фильму «Розовая пантера», а затем использовал персонажа для серии мультфильмов, выпускаемых его студией. Он выиграл свою пятую премию «Оскар» за первый мультфильм этой серии, The Pink Phink (1964), и продолжал производить мультфильмы о Розовой Пантере вплоть до выхода на пенсию в 1981 году.